# Output Management
Output Management ist die Erstellung, Generierung, Steuerung und Verteilung von elektronischen oder physisch vorliegenden Dokumenten an alle vorgesehenen Empfänger im Unternehmen oder außerhalb eines Unternehmens.
Output Management hat die Versorgung von Mitarbeitern und Externen (Kunden, Interessenten etc.) mit notwendigen Dokumenten zum Ziel. Zudem sollten die Dokumente leicht lesbar, druckbar oder speicherbar sein.
Dokumente können als Druckerzeugnis, Fax, E-Mail oder in weiteren beliebigen Formen vorliegen und mit verschiedenen Dokumententechnologien erzeugt worden sein.
In Unternehmen mit verteilten Standorten kann zum Output Management beispielsweise der zentral ausgelöste Druck von Dokumenten im entfernten Standort gehören.
Das Output Management hat die Aufgabe, Fehler zu erkennen und ggf. die Auslieferung (bspw. den Druck) über ein alternatives System erneut auszuführen.
Output Management ist eine Komponente des Enterprise Content Management, um Informationen gesteuert an verschiedene Zielgruppen auf unterschiedlichen Ausgabekanälen in elektronischer oder physischer Form bereitzustellen.

## Ziele

### Quantitative Ziele
- Druckkosteneinsparung
- Reduzierung der Lagerhaltungskosten
- Reduzierung der Überschussproduktion von Papier und Broschüren
- Reduzierung der Hard- und Softwarekosten
- Portokosten-Optimierung durch Sendungszusammenführung und externe Konsolidierung
- Bessere Nutzung der Personalressourcen
- Senkung der Betriebskosten (Papier, Toner, …)
- Höhere Verfügbarkeit der Systeme (Hochleistungsdrucker etc.)

### Qualitative Ziele
- Zentrale Dokumenten- und Formularverwaltung
- Auflösung physischer Formularverwaltung und Formularbevorratung
- Vermeidung von Formularvordrucken
- Ausgabe auf verschiedenen Plattformen
- Einheitliches Erscheinungsbild (CD-konformes Layout)
- Elektronische Archivierung des Outputs in der passenden Kundenakte und Fortschreibung in der CRM-Historie
- Permanent stabile Druckqualität bei schnellerem Druckoutput
- Durchgängige Revisionssicherheit
- Erhöhung der Mitarbeiterzufriedenheit
- Flexibilität in den Postverarbeitungsprozessen
- Hoher Individualisierungsgrad (Serien-Output mit individuellen Bestandteilen)
- Steigerung der Kostenstellentransparenz
- Einheitlicher, verschlüsselter Druck-Workflow
- Ereignis- / Prozessbezug bei der Zusammenführung durch systemgestützte Vollständigkeitsprüfung

## Output Management in Druckzentren
Funktionen
- Entgegennehmen von Dokumenten aus verschiedenen Eingangssystemen
- ggf. Dokumente mit weiteren Elementen anreichern (z. B. Logos, Unterschriften)
- Produktionsplanung und -steuerung für Drucksysteme
  - Verteilung der Druckaufträge auf verschiedene Drucksysteme
  - Bündelung einzelner Druckaufträge, wenn sie bspw. die gleiche Papiersorte verwenden
  - Load Balancing zwischen den Drucksystemen
- Farbmanagement für unterschiedliche Drucksysteme
- Druckerüberwachung (Status / Monitoring)
- Ressourcenüberwachung / Reporting (Maschinen, Druckmaterial)
- ggf. Bearbeitung der Schnittstellen zwischen Rechner und Drucksystem

## Perspektiven

### Individualisierung
Geschäftsschreiben müssen heute immer persönlicher werden, auf den Kunden abgestimmt sein und zwar inhaltlich und auch in Bezug auf den Vertriebsweg. Mit der Individualisierung steigt die technische Anforderung an eine Softwarelösung sowie an das Druck- und Weiterverarbeitungsequipment.

### Web-to print
Die Weiterentwicklung von zentralen Druckkonzepten macht auch vor dem World-Wide-Web nicht halt. Mit web-to print wird die webbasierte Erstellung und vernetzte Verwaltung von Marketingmaterialien und Drucksachen verstanden, einschließlich der Koordination aller hierfür erforderlichen Arbeitsprozesse.

### Prozess-Integration
Die Ausgabe wird in der Regel als ein manueller Akt gesehen. Im Zuge der Effizienzsteigerung durch Unternehmensanwendungen (ERP) spielt die prozess-integrierte Ausgabe eine immer größer werdende Rolle. Es geht hierbei um das automatische Anstoßen einer Ausgabe am Ende eines Geschäftsprozesses, ohne dass ein Benutzer nochmal den Ausgabekanal oder den Drucker auswählen muss, weil die Ausgabeparameter bereits vorkonfiguriert sind. In der Praxis kann es beispielsweise so aussehen, dass nachdem ein neuer Bestellvorgang angelegt ist, eine Bestellbestätigung automatisch ausgedruckt oder per E-Mail verschickt wird. Prozess-Integration verringert die Benutzerinteraktion und damit auch benutzerbedingte Fehler.

### Unternehmensweite Output-Management-Lösungen
Die Weiterentwicklung der Prozess-Integration liegt in der Ausweitung des integrierten Output-Management-Ansatzes auf Geschäftsprozesse aus allen Bereichen des Unternehmens, also den Ausgabeprozessen rund um ERP, PLM, Engineering, Office etc. Neue Output-Management-Ansätze zielen hier auf die Bündelung sämtlicher Ausgabeprozesse im Unternehmen in einem zentralen System. Dieses als "Enterprise Output Management" oder auch "Corporate Output Management" bezeichnete Konzept soll alle Systemumgebungen und Inputformate, alle Ausgabe-Kanäle (Print, Web, Seriendruck, Archiv etc.), sowie alle Output-Management-Aufgaben in einem System vereinen. Anbieter und Anwender versprechen sich davon neben der Reduktion der bislang üblichen, hohen IT-Komplexität im Bereich des Output Managements, Kosteneinsparungen und die Erschließung von Synergien zwischen Aufgaben und Systemen, die sich auf die verbundenen Geschäftsprozesse auswirken sollen.